# Pociąg Pancerny "B"
Pociąg Pancerny „B” (Nr 7) – pociąg pancerny Polskich Sił Zbrojnych w Wielkiej Brytanii.

## Historia
Polska załoga Pociągu Pancernego Nr 7 została skompletowana w trzeciej dekadzie listopada 1940 roku w Dunfermline, w Szkocji, przez Komendę Obozu Pociągów Pancernych. Tymczasowym dowódcą załogi został rtm. Mieczysław O’Berg. 30 listopada załoga liczyła czterdziestu jeden oficerów, jednego podchorążego, dwóch podoficerów i jednego szeregowca. 20 grudnia załoga została przeniesiona do Alnmouth w hrabstwie Northumberland (północna Anglii) i przemianowana. Dotychczasowe oznaczenie numerowe (Nr 7) zastąpiono brytyjskim oznaczeniem literowym ("B"). Na stacji kolejowej w Alnmouth stał pociąg pancerny z brytyjską załogą pod dowództwem kpt. Alana Clegg. W ostatniej dekadzie grudnia 1940 roku polska załoga razem z załogą brytyjską odbyła dwa patrole. Ich zadaniem było zapoznanie Polaków z trasą patrolowania. W czasie patroli przeprowadzone zostały szkolenia z obsługi broni w pociągu. 28 grudnia załogę wizytował dowódca III Dywizjonu Pociągów Pancernych, płk dypl. art. Józef Kapciuk. 6 i 17 stycznia pociąg przeprowadził patrole do Kelso i Goldstream, a 10 i 14 stycznia 1941 roku załoga odbyła strzelania z karabinów maszynowych. W dniach 29 i 31 stycznia zostały przeprowadzone kolejna dwa patrole do Newsham i Blyth. 22 lutego załoga otrzymała karabiny z amunicją oraz ekwipunek. 5 marca załogę wizytował dowódca brytyjskiej 54 Dywizji Piechoty. 8 marca polska załoga rozpoczęła przejmowanie pociągu. Następnego dnia Polacy wystawili pierwszą wartę przy pociągu. 10 marca załogę wizytował gen. Ronald Adam, dowódca "frontu północnego" (Northern Command). 24 marca zostało zakończone przyjmowanie pociągu od załogi brytyjskiej.
Pod względem personalnym i administracyjnym załoga podlegała dowódcy polskiego III Dywizjonu Pociągów Pancernych, natomiast pod względem taktycznym - dowódcy brytyjskiej 216 Brygady Piechoty. Odcinek kolejowy przydzielony załodze obejmował na południu New Castle i Tynemouth oraz Berwick na północy.
7 maja 1941 roku załogę pociągu inspekcjonował gen. bryg. Janusz Głuchowski, II generał do zleceń Naczelnego Wodza. Cztery dni później władze brytyjskie zarządziły alarm bojowy. Do odwołania alarmu załoga spędziła w pociągu piętnaście godzin, w pełnej gotowości bojowej. 10 maja do załogi przydzielonych zostało siedmiu żołnierzy brytyjskich, jako obsługa techniczna pociągu. 27 maja załogę wizytował gen. Alan Brooke.
25 października dowódca dyonu nadał podległym żołnierzom "Odznakę Pamiątkowa Pociągów Pancernych w Wielkiej Brytanii". Od 3 grudnia 1941 roku pociąg pod względem taktycznym został podporządkowany brygadierowi Colin Muir Barber, dowódcy 46 Brygady Piechoty (15 Szkocka Dywizja Piechoty). 13 stycznia 1942 roku pociąg powrócił z Darlington, gdzie dokonano przeróbek polegających na wzmocnieniu pancerza lokomotywy. 25 lutego załogę inspekcjonował gen. Bernard Paget. Dwa dni później dowództwo pociągu objął mjr. Tadeusz Faustyn Wróbel z 7 Brygady Kadrowej Strzelców. 2 czerwca 1942 roku "B" Pociąg Pancerny został zlikwidowany.
Rzut bojowy pociągu składał się parowozu, dwóch wagonów bojowych nr 11 i 12, lory amunicyjnej oraz lory na podkłady, szyny i narzędzia. Załogę każdego wagonu bojowego tworzyła obsługa karabinów maszynowych (6 żołnierzy) i obsługa dział (3 żołnierzy).

## Obsada personalna
- dowódca pociągu
  - mjr art. Antoni Tomasz Świerzy (29 XI 1940[4] – 16 II 1942[5])
  - mjr piech. rez. Tadeusz Faustyn Wróbel (27 II – 2 VI 1942)[5]
- zastępca dowódcy - mjr Mieczysław Badowski[6] (od 26 XI 1940)
- oficer gospodarczy - ppor. Ryszard Leśniewicz (od 25 XI 1940)
- lekarz - kpr. pchor. Henryk Drobiński
- ppor. piech. rez. Zdzisław Wierzbowski[b] (†29 VIII 1941)